# Salon du livre et de la presse de Genève
Pour les articles homonymes, voir Salon du livre.

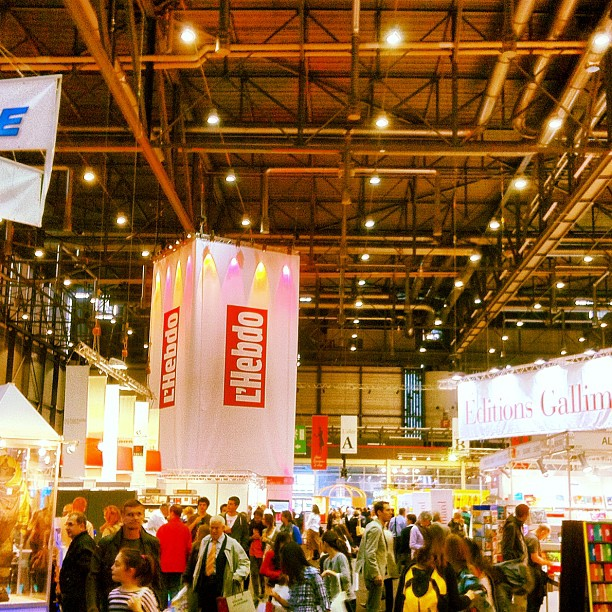

Le Salon du livre de Genève est une manifestation consacrée au livre et à l'écrit. Elle a été créée en 1987 par Pierre-Marcel Favre.
Ce salon a lieu à Palexpo, le centre de congrès et d'expositions de Genève (Suisse), sur cinq jours et se termine toujours le premier dimanche du mois de mai. Ce salon a été présidé par son créateur l'éditeur Pierre-Marcel Favre jusqu'à sa reprise en 2008 par Palexpo qui a nommé Adeline Beaux à sa direction. Isabelle Falconnier, journaliste à l'Hebdo et responsable de la politique du livre de la ville de Lausanne (Suisse) en assure la présidence depuis 2012. Chaque édition accueille entre 90 000 et 100 000 visiteurs.

## Structure
Le salon est structuré en univers thématiques comprenant chacun une librairie et une scène sur laquelle sont organisés des débats, des rencontres avec les auteurs et des séances de dédicaces.
En 2015, ces univers étaient la place suisse, l'apostrophe (littérature générale), la place du Moi (développement personnel), la scène de la BD, la place du voyage, la scène du crime, le pavillon des cultures arabes, la scène philo, la place de la formation et le salon du livre africain. Créé en 2004 avec le soutien de la Direction du développement et de la coopération (DDC, coopération au développement de la Confédération suisse), ce dernier est le plus ancien espace thématique du salon.

## Hôte d'honneur
Chaque année, le salon met un pays en avant.
- En 2016[6], la Tunisie est l'hôte d'honneur à l’occasion du 170e anniversaire de l’Abolition de l’esclavage, de son prix Nobel de la paix et en mémoire de Tahar Haddad. Le thème porte sur les Révélations de la révolution tunisienne.

- En 2015, la Russie était l'hôte d'honneur du salon de Genève. Vladimir Medinski, Zakhar Prilepine, Evgeny Vodolazkin, Eugene Vodolazkin, Andreï Guelassimov, Andreï Baldin, Roman Sentchine, Oleg Pavlov ou Vladislav Otrochenko ont débattu avec le public de la Russie d'aujourd'hui et de sa littérature.
- En 2014, le Japon était l'hôte d'honneur à l'occasion du 150e anniversaire de l'établissement de relations diplomatiques entre la Suisse et l'archipel du soleil levant. Il a été précédé depuis 2008 de l'Égypte, de la Turquie, de la Suède, de l'Arménie, du Maroc et du Mexique.

## Évolution
Depuis 2012, le salon évolue vers un format mixte salon/festival en accroissant fortement le nombre d'auteurs présents et leurs possibilités d'échange avec le public. Plus de 1050 auteurs, invités directement par le salon ou par l'une des 800 maisons d'édition exposantes, se sont rendus à Genève en 2014 et 2015,.
Plusieurs prix sont remis dans le cadre du Salon du livre et de la presse de Genève :
- le Prix Montblanc du Salon du livre[9], décerné à un livre qui incarne l'« Esprit de Genève » ;
- le Prix Ahmadou Kourouma, décerné à un jeune auteur africain[10] ;
- le Prix du public de la Radio-télévision suisse (RTS) ;
- le Prix de la RTS de la littérature pour adolescents[11] ;
- le Prix de la SPG du premier roman, décerné à un auteur suisse d'expression française[12] ;
- le Prix des jeunes auteurs romands ;
- le Prix des voyages extraordinaires[13] ;
- le Prix Chronos[14].

## Expositions
Le salon accueille chaque année des expositions.
En 2014, la Fondation Glénat a notamment présenté des toiles de peintres flamands des XVe et XVIe siècles accrochées en regards de planches originales de BD avec lesquelles elle dialoguaient. Ces peintres succédaient aux frère Giacometti, à l'art dans la Franc-Maçonnerie, à Gustave Courbet et aux humoristes Plonk et Replonk, exposés les années précédentes.

## Soutien à la relève littéraire
Par ailleurs, le Salon met l'accent sur la promotion de la création et la relève littéraire en Suisse romande avec son projet Parrains & Poulains lancé en 2013. Chaque année, cinq paires formées chacune d'un auteur romand reconnu et d'un auteur n'ayant qu'un livre à son actif échangent durant quatre mois sur la création, l'écriture, l'édition, etc. Finalement, un ouvrage rassemblant ces échanges et des contributions des dix auteurs est publié pour le Salon du livre.
La Fondation pour l'écrit, qui organise le programme culturel du Salon du livre et de la presse de Genève, est notamment soutenue par la ville et le canton de Genève, la DDC, Pro Helvetia, la Loterie romande, la Fondation Hans Wilsdorf, la Fondation UBS pour la culture, la banque privée genevoise Lombard Odier, la Fondation Jan Michalski, Montblanc Suisse SA et l'Organisation internationale de la francophonie (OIF).